# Llantarnam Abbey
Llantarnam Abbey (wohl aus Nant-teyrnon; korrumpiert zu Lanterna; ursprünglich Caerleon oder Karlionum) ist eine ehemalige Zisterzienserabtei 1 km östlich von Llanvihangel Llantarnam bei Cwmbran in Monmouthshire (früher Gwent) in Wales an der Straße von Newport nach Pontypool.

## Geschichte
Das Kloster wurde 1179 von Hywel ab Iorwerth, dem walisischen Lord of Caerleon, als Tochterkloster von Strata Florida Abbey gestiftet und gehörte damit der Filiation der Primarabtei Clairvaux an. Möglicherweise wurde es mit der Umbenennung von Caerleon zu Llantarnam durch das Generalkapitel des Ordens im Jahr 1273 an seinen späteren Ort verlegt. Für das späte 12. Jahrhundert wird von einer Zahl von 60 Mönchen berichtet, die sich 1317 auf 20 verringert haben soll. 1536, im Jahr seiner Auflösung, befanden sich nur noch sechs Mönche im Kloster, dessen Güter John Parker überlassen wurden. 1554 wurde das Kloster an William Morgan verkauft.

## Bauten und Anlage
Die katholische Familie Morgan errichtete später ein Herrenhaus um den Kreuzgang, das gegen 1830 wohl unter Sir Thomas Henry Wyatt umgebaut wurde und von dem noch einige Mauern auf das Mittelalter zurückgehen können. Auch eine Grotte am See verwendet Steine aus dem Mittelalter. 1946 ließ eine religiöse Gemeinschaft, die Sisters of Saint-Joseph von Annecy, die die Gebäude noch heute nutzt, eine Kapelle errichten. In der Nähe des Hauses steht eine Zehntscheune aus dem 14. Jahrhundert, die ihr Dach verloren hat.